# Agócs Judit
Agócs Judit (Szőny, 1974. január 3. –) Kisfaludy-díjas magyar színésznő. A Spektrum Home és a TV Paprika csatornahangja volt, a Spektrum Home-nál 2020-ban Náray Erika vette át a helyét.

## Életpályája
A szőnyi I. sz. Általános Iskolában, majd a komáromi Jókai Mór Gimnáziumban folytatta tanulmányait. Színészetet Gór Nagy Mária színitanodájában tanult, de elvégezte a tanítóképzőt is a Nyugat-magyarországi Egyetem Apáczai Csere János Karán. Kezdetben a Fiatalok Színházában játszott, majd 2001-től a Győri Nemzeti Színház művésznője lett, ahol 2008. júniusban Kisfaludy-díjjal tüntették ki. Szerepelt még a Komáromi Jókai Színház, a tatabányai Jászai Mari Színház, a Fogi Színháza és a Játékszín deszkáin is. Színpadi szerepei mellett rendszeresen szinkronizál.
1998-ban Mensáros László Emlékgyűrűt kapott. 2022-ig a Győr+ Rádió női állomáshangja volt.

## Színpadi szerepei
A Színházi adattárban regisztrált bemutatóinak száma: 38.
| Előadás                                   | Szereplő                                                   | Író                                                      | Színház                   |
| ----------------------------------------- | ---------------------------------------------------------- | -------------------------------------------------------- | ------------------------- |
| A napsugár fiúk                           | nővér                                                      | Neil Simon                                               | Játékszín                 |
| A vöröslámpás ház                         | Tekla                                                      | Hunyady Sándor, Makk Károly, Bacsó Péter, Tasnádi István | Győri Nemzeti Színház     |
| Az arany ára                              | Karola, kalauznő                                           | Bereményi Géza                                           | Győri Nemzeti Színház     |
| Az ibolya                                 | Thúz Janka                                                 | Molnár Ferenc                                            | Győri Nemzeti Színház     |
| Apácák                                    | Mária Huberta nővér                                        | Dan Goggin                                               | Győri Nemzeti Színház     |
| Doktor Zsivágó                            | Olja                                                       | Borisz Paszternak                                        | Győri Nemzeti Színház     |
| Egy, kettő, három...                      | Petrovics                                                  | Molnár Ferenc                                            | Győri Nemzeti Színház     |
| Egy szoknya, egy nadrág                   | Dulcinea Juarez                                            | Fényes Szabolcs, Barabás Pál                             | Gózon Gyula Kamaraszínház |
| Hotel Plaza                               |                                                            | Neil Simon                                               | Játékszín                 |
| Jó estét nyár, jó estét szerelem          | Karácsony Nagy Zsuzsanna                                   | Fejes Endre                                              | Kisvárdai Várszínház      |
| Koccanás                                  | Naccsága                                                   | Spiró György                                             | Győri Nemzeti Színház     |
| Nóra                                      | Lindéné                                                    | Henrik Ibsen                                             | Győri Nemzeti Színház     |
| Nyár és füst                              | Nellie Ewell                                               | Tennessee Williams                                       | Győri Nemzeti Színház     |
| Pinokkió                                  | Kanóc                                                      | Carlo Collodi, Litvai Nelli                              | Győri Nemzeti Színház     |
| Portugál                                  | feleség                                                    | Egressy Zoltán                                           | Győri Nemzeti Színház     |
| Pygmalion                                 | Mrs. Thompson                                              | George Bernard Shaw                                      | Győri Nemzeti Színház     |
| Razzia – avagy valaki megölte Lopez Dialt | Michaella                                                  |                                                          | Győri Nemzeti Színház     |
| Rokonok                                   | Magdaléna                                                  | Móricz Zsigmond                                          | Győri Nemzeti Színház     |
| Sógornők                                  | Angeline Sauve                                             | Michel Tremblay                                          | Győri Nemzeti Színház     |
| Tizenkét dühös ember                      | 9. esküdt                                                  | Reginald Rose                                            | Győri Nemzeti Színház     |
| Rinocérosz                                | Daisy                                                      | Ionesco                                                  | Győri Nemzeti Színház     |
| Hajmeresztő                               | Paul Pörtner                                               | Mrs. Schubert, szenátorné                                | Győri Nemzeti Színház     |
| Pletyka                                   | Neil Simon                                                 | Cassie Cooper                                            | Győri Nemzeti Színház     |
| A nevető ember                            | Victor Hugo                                                | Anna, Anglia királynője                                  | Győri Nemzeti Színház     |
| A kripli                                  | Martin McDonagh                                            | Kate                                                     | Győri Nemzeti Színház     |
| A walesi lakoma                           | Kszel Attila                                               | Kasztíliai Elinor                                        | Győri Nemzeti Színház     |
| A windsori víg nők                        | Williams Shakespeare                                       | Page-né                                                  | Győri Nemzeti Színház     |
| Figaro házassága                          | Beaumarchais                                               | Rosina grófné                                            | Győri Nemzeti Színház     |
| A helység kalapácsa                       | Petőfi Sándor                                              | Márta                                                    | Győri Nemzeti Színház     |
| Az ember komédiája                        | Kszel Attila                                               | Lilit                                                    | Győri Nemzeti Színház     |
| Anna Karenina                             | Lev Tolsztoj                                               | Ligyija Ivanovna grófnő                                  | Győri Nemzeti Színház     |
| 4x100                                     | Egressy Zoltán                                             | Dzsudi néni                                              | Győri Nemzeti Színház     |
| A Pál utcai fiúk                          | Molnár Ferenc                                              | Nemecsek anyja                                           | Győri Nemzeti Színház     |
| Édes életek                               | Egressy Zoltán                                             | Gabriella                                                | Győri Nemzeti Színház     |
| Éjjeli menedékhely                        | Gorkij                                                     | Kvasnya                                                  | Győri Nemzeti Színház     |
| Abigél                                    | Szabó Magda                                                | Horn Mici, városi előkelőség                             | Győri Nemzeti Színház     |
| Bolha a fülbe                             | Georges Feydeau                                            | Lucienne Homenides de Histangua                          | Győri Nemzeti Színház     |
| Sirály                                    | Anton Pavlovics Csehov                                     | Polina Andrejevna, a felesége                            | Győri Nemzeti Színház     |
| A kis herceg                              | Antoine de Saint-Exupéry                                   | A kígyó                                                  | Győri Nemzeti Színház     |
| A régimódi történet                       | Szabó Magda                                                | Bányay Rákhel, Emma nagyanyja                            | Győri Nemzeti Színház     |
| A tündérlaki lányok                       | Heltai Jenő                                                | Özvegy Bergné                                            | Győri Nemzeti Színház     |
| Menyasszonytánc                           | Jávori Ferenc - Miklós Tibor - Kállai István - Böhm György | Lenke                                                    | Győri Nemzeti Színház     |
| Váratlan vendég                           | Agatha Christie                                            | Miss Bennett                                             | Győri Nemzeti Színház     |
| Az öldöklés istene                        | Yasmina Reza                                               | Véronique Houllié                                        | Győri Nemzeti Színház     |
| Szerelmes Shakespeare                     | Marc Norman - Tom Stoppard                                 | Királynő                                                 | Győri Nemzeti Színház     |
| A végítélet napja                         | Ödön von Horváth                                           | Hudetzné                                                 | Győri Nemzeti Színház     |
| Énekes madár                              | Tamási Áron                                                | Kömény Ignácné, a Móka anyja                             | Győri Nemzeti Színház     |
| Mindenkinek mindene                       | Dér András                                                 | Anya                                                     | Győri Nemzeti Színház     |
| Ármány és szerelem                        | Friedrich Schiller                                         | Lady Milford                                             | Győri Nemzeti Színház     |
| Buborékok                                 | Csiky Gergely                                              | Malvin                                                   | Győri Nemzeti Színház     |
| EternalGames - A végtelen játékai         | Hedry Mária - Móczár Bence                                 | Anya / Királynő                                          | Győri Nemzeti Színház     |
| A riviéra vadorzói                        | Jeffrey Lane – David Yasbek                                | Muriel Eubanks                                           | Győri Nemzeti Színház     |
| Szentivánéji álom                         | William Shakespeare                                        | Hippolyta                                                | Győri Nemzeti Színház     |

### Musicalek, zenés színdarabok
| Előadás              | Szereplő        | Író                                       | Zeneszerző      | Színház               |
| -------------------- | --------------- | ----------------------------------------- | --------------- | --------------------- |
| Elvámolt nászéjszaka | Zezé            | Maurice Henneguin, Pierre Veber           | Nádas Gábor     | Fogi Színháza         |
| Rongyláb             |                 | Walter Bobbie, Tom Snow, Dean Pitchford   | Tom Snow        | Győri Nemzeti Színház |
| Pinokkió             | Kanóc           | Litvai-Collodi                            |                 | Győri Nemzeti Színház |
| Hoffmann meséi       | Stella          | Offenbach                                 |                 | Győri Nemzeti Színház |
| Kabaré               | Kost kisasszony | Joe Masteroff, Fred Ebb                   | John Kander     | Győri Nemzeti Színház |
| Rent                 | Mark mamája     | Jonathan Larson                           | Jonathan Larson | Győri Nemzeti Színház |
| Állami Áruház        | Gizi, titkárnő  | Barabás Tibor, Gádor Béla, Darvas Szilárd | Kerekes János   | Győri Nemzeti Színház |

## Szinkronszerepei

### Filmek
| Cím                                   | Szereplő                                | Színész           |
| ------------------------------------- | --------------------------------------- | ----------------- |
| Adaptáció                             | Caroline Cunningham                     | Maggie Gyllenhaal |
| A Karib-tenger kalózai: A világ végén | Tia Dalma/Calypso                       | Naomie Harris     |
| A titkos ajtó                         | Evelyn Vaughn                           | Mimi Rogers       |
| Doktor Szöszi 2.                      | Reena Giuliani                          | Mary Lynn Rajskub |
| Durr, durr és csók                    | Flicka                                  | Angela Lindvall   |
| Egy bébiszitter naplója               | Sima                                    | Sakina Jaffrey    |
| Egy fiúról                            | Suzie                                   | Victoria Smurfit  |
| Holtak napja (film, 2008)             | Mrs. Leitner                            | Christa Campbell  |
| John Q – Végszükség                   | Gina Palumbo                            | Laura Harring     |
| Ki a faszagyerek?                     | Susan                                   | Gigi Rice         |
| Scooby-Doo és a mexikói szörny        | Charlene Otero/Idegenvezető a múzeumban | Candi Milo        |
| Scooby-Doo – A múmia átka             | Kleopátra                               | Virginia Madsen   |
| Sin City                              | Gail                                    | Rosario Dawson    |
| Szerelem a végzeten                   | Eve                                     | Molly Shannon     |

### Sorozatok
| Cím                               | Szereplő                                                                            | Színész                                         |
| --------------------------------- | ----------------------------------------------------------------------------------- | ----------------------------------------------- |
| 24                                | Claudia                                                                             | Vanessa Ferlito                                 |
| A főnök                           | Daniels nyomozó                                                                     | Gina Ravera                                     |
| Afrikai kaland                    | Jo Weller-Clarke                                                                    | Stephanie Niznik                                |
| A hatodik kapocs                  | Regina                                                                              | Zoë Saldana                                     |
| A nevem Earl                      | Shelly Stoker, Wendie                                                               | Missi Pyle, Jenny McCarthy                      |
| Bleach                            | Tia Halibel                                                                         | Ogata Megumi (japán)/Laura Bailey (angol)       |
| Brandy és Mr. Bajusz              | Margo, Dr. Phyllis, Sandy Carrington, A Makimajom, Poncho, Tiffany Turlington, Gina | Jennifer Hale (Margo)                           |
| A helyszínelők                    | Sara Sidle                                                                          | Jorja Fox                                       |
| A körzet (AXN verzió)             | Nancy Parras nyomozó                                                                | Elizabeth Marvel                                |
| Célkeresztben                     | Mary Shannon                                                                        | Mary McCormack                                  |
| Csillagkapu: Atlantisz            | Teyla Emmagan                                                                       | Rachel Luttrell                                 |
| Csillag kontra Gonosz Erők        | Repülő Pónifej hercegnő (2. évadtól)                                                | Jenny Slate                                     |
| Dokik                             | Jordan Sullivan                                                                     | Christa Miller                                  |
| Doktor Addison                    | Dr. Naomi Bennett                                                                   | Audra McDonald                                  |
| Dragnet – Gyilkossági akták       | Gloria Duran nyomozó                                                                | Eva Longoria                                    |
| Egyszer volt, hol nem volt        | Regina Mills, Evil Queen                                                            | Lana Parrilla                                   |
| F. B. I. ügynökök bevetésen       | Heather                                                                             | Lola Glaudini                                   |
| Firefly                           | Inara Serra                                                                         | Morena Baccarin                                 |
| Futballistafeleségek              | Amber Gates                                                                         | Laila Rouass                                    |
| Gyilkos elmék                     | Jennifer Jareau (JJ)                                                                | A.J. Cook                                       |
| Hajrá skacok                      | Paola Molina                                                                        | Rebeca Mankita                                  |
| K.C., a tinikém                   | Kira Cooper (1. évad – 2. évad 18. rész)                                            | Tammy Townsend                                  |
| Kés alatt                         | Michelle Landau                                                                     | Sanaa Lanthan                                   |
| Kufirc                            | Yelena                                                                              | Barunka O’Shaughnessy                           |
| Las Vegas                         | Nessa Holt                                                                          | Marsha Thomason                                 |
| Ments meg!                        | Sheila Keefe                                                                        | Callie Thorne                                   |
| Miami helyszínelők                | Natalia Boa Vista                                                                   | Eva LaRue Callahan                              |
| La Pola                           | Maria Ignacia Valencia                                                              | Juliana Galvis                                  |
| Mindig nyár                       | Ava Gregory                                                                         | Lori Loughlin                                   |
| Naruto                            | Natsuhi                                                                             | Fukami Rica (japán)                             |
| Őrangyal                          | Louisa Archer (Lulu)                                                                | Wendy Moniz                                     |
| ReGenesis                         | Rachel Woods                                                                        | Wendy Crewson                                   |
| Rejtélyes vírusok nyomában        | Eva Rossi                                                                           | Anna Belknap                                    |
| Rozsomák (anime)                  | Jukio                                                                               | Romi Park                                       |
| Seherezádé                        | Handan                                                                              | Şebnem Köstem                                   |
| Star Wars: A klónok háborúja      | Halle Burtoni (2. hang), Cato Parasitti                                             | Jameelah McMillan, Gwendoline Yeo               |
| Star Wars: A Rossz Osztag         | Halle Burtoni                                                                       | Jameelah McMillan                               |
| Szellemekkel suttogó              | Andrea Moreno                                                                       | Aisha Tyler                                     |
| Szökés                            | Pamela Mahone                                                                       | Callie Thorne                                   |
| Született feleségek               | Renee Perry                                                                         | Vanessa Williams                                |
| Szünidei napló                    | Mika                                                                                |                                                 |
| Texas királyai                    | Peggy Hill                                                                          | Kathy Najimy                                    |
| The Cosby Show                    | Claire Olivia Hank Huxtable                                                         | Phylicia Rashad                                 |
| Totál Dráma                       | Gwen                                                                                | Megan Fahlenbock                                |
| Trinity Blood – Vér és kereszt    | Mireille Manson (2. epizód)                                                         | Kosuga Masako (japán) / Stephanie Young (angol) |
| Vadmacska                         | Sonia                                                                               | Diana Quijano                                   |
| Varázslók a Waverly helyből       | Theresa Russo                                                                       | Maria Canals-Barrera                            |
| Violetta                          | Jade LaFontaine                                                                     | Florencia Bentínez                              |
| X csapat                          | Lexa Pierce                                                                         | Karen Cliche                                    |
| Xena: A harcos hercegnő (6. évad) | Xena (6. évad)                                                                      | Lucy Lawless (6. évad)                          |

### Videojáték
- League of legends - Caitlyn